# Four Sail
«Four Sail» — четвертий студійний альбом гурту Love.

## Список пісень
Всі пісні написані Артуром Лі, за винятком вказаних.
Оригінальний випуск
1. «August» — 5:00
2. «Your Friend and Mine — Neil's Song» — 3:40
3. «I'm With You» — 2:45
4. «Good Times» — 3:30
5. «Singing Cowboy» (Лі, Джей Донеллан) — 4:30
6. «Dream» — 2:49
7. «Robert Montgomery» — 3:34
8. «Nothing» — 4:44
9. «Talking in My Sleep» — 2:50
10. «Always See Your Face» — 3:30

Бонусні треки (перевидання 2002 року)
1. «Robert Montgomery (alternate vocal)» — 3:41
2. «Talking in My Sleep (alternate mix)» — 2:55
3. «Singing Cowboy (unedited version)» (Lee, Donnellan) — 5:52

## Учасники запису
- Артур Лі — ритм-гітара, фортепіано, Конга, гармоніка, вокал
- Джей Донеллан — соло-гітара
- Френк Фаяд — бас-гітара, бек-вокал
- Джордж Суранович — ударні, бек-вокал (треки: 1, 5, 6, 7, 8, 9, 10)
- Дрейчен Тікер — ударні (tracks 2, 3, 4)